# Atelognathus solitarius
Espèce
Synonymes
- Telmatobius solitarius Cei, 1970

Statut de conservation UICN

 DD  : Données insuffisantes
Atelognathus solitarius est une espèce d'amphibiens de la famille des Batrachylidae.

## Répartition
Cette espèce est endémique de Las Bayas dans le Département de Ñorquincó, à 48 km au sud de Pilcaniyeu dans la province de Río Negro en Argentine. Elle se rencontre à environ 1 200 m d'altitude.

## Publication originale
- Cei, 1970 : Telmatobius solitarius n. sp.: A New Rare Telmatobiid Frog from the Highland Patagonian Territories (Rio Negro, Argentina). Herpetologica, vol. 26, no 1, p. 18-23.